# Atletica leggera ai Giochi della XV Olimpiade - 400 metri piani

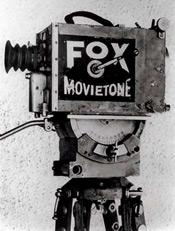
Video della Finale

La competizione dei 400 metri piani maschili di atletica leggera ai Giochi della XV Olimpiade si è disputata nei giorni 24 e 25 luglio 1952 allo Stadio olimpico di Helsinki.

## L'eccellenza mondiale
| Campione olimpico 1948   | 46"2      | Arthur Wint   | Presente |
| Primatista mondiale      | 45"8 1950 | George Rhoden | Presente |
| Primatista stagionale    | 45"9      | George Rhoden | Presente |
| Vincitore dei Trials USA | 46"9      | Mal Whitfield | Presente |

1. ↑  Fino al 19 luglio.

## La gara
Può sembrare incredibile data la pluridecennale storia delle olimpiadi, ma Arthur Wint è il primo campione olimpico dei 400 metri che si ripresenta quattro anni dopo in pista.

Il giamaicano vince la sua semifinale con 46"3.
In finale Wint non distribuisce bene lo sforzo e, dopo essere passato ai 200 in uno strabiliante 21"7, cede nel finale venendo poi ripreso dagli avversari.

Si disputano la vittoria i suoi compagni di squadra. La spunta Rhoden su McKenley (già secondo a Londra 1948) in un arrivo serrato.

Wint arriva quinto precedendo il vincitore dei Trials Whitfield.
Il secondo classificato, Herb McKenley, è l'unico atleta olimpico che nel XX secolo ha conquistato medaglie sia nei 100 che nei 400 metri.

Considerando anche il fatto che è arrivato quarto nei 200 metri, è l'unico atleta del XX secolo che ai Giochi olimpici è arrivato in finale su 100, 200 e 400 metri.

## Risultati

### Turni eliminatori
| 12 Batterie        | 24 luglio | 71 iscritti   | Si qualificano i primi 2. |
| 4 Quarti di finale | 24 luglio | 6 + 6 + 6 + 6 | Si qualificano i primi 3. |
| 2 Semifinali       | 25 luglio | 6 + 6         | Si qualificano i primi 3. |
| Finale             | 25 luglio | 6 concorrenti |                           |

### Batterie
| Pos. | Atleta              | Nazione       | Tempo Ufficiale | Tempo Ufficioso |
| ---- | ------------------- | ------------- | --------------- | --------------- |
| 1    | Karl-Friedrich Haas | Germania      | 47"5            | 47"58           |
| 2    | Leslie Lewis        | Gran Bretagna | 47"8            | 47"95           |
| 3    | Edwin Carr Jr.      | Australia     | 48"0            | 48"23           |
| 4    | Zoltán Adamik       | Ungheria      | 48"5            | 48"70           |
| 5    | Evelio Planas       | Cuba          | 49"4            | 49"44           |
| 6    | Abdul Rehman        | Pakistan      | 51"2            | 51"47           |

| Pos. | Atleta              | Nazione          | Tempo Ufficiale | Tempo Ufficioso |
| ---- | ------------------- | ---------------- | --------------- | --------------- |
| 1    | Ardalion Ignat'ev   | Unione Sovietica | 48"1            | 48"22           |
| 2    | Rolf Back           | Finlandia        | 48"5            | 48"58           |
| 3    | Rupert Blöch        | Austria          | 49"6            | 49"82           |
| 4    | Gérard Rasquin      | Lussemburgo      | 50"0            | 50"12           |
| 5    | John Anderton       | Sudafrica        | 50"3            | 50"35           |
| 6    | Pongamat Amatayakul | Thailandia       | 52"9            | 53"23           |

| Pos. | Atleta              | Nazione   | Tempo Ufficiale | Tempo Ufficioso |
| ---- | ------------------- | --------- | --------------- | --------------- |
| 1    | Arthur Wint         | Giamaica  | 47"3            | 47"42           |
| 2    | John Fralic Carroll | Canada    | 48"0            | 48"05           |
| 3    | Egon Solymossy      | Ungheria  | 49"2            | 49"32           |
| 4    | Sepp Steger         | Svizzera  | 49"2            | 49"35           |
| 5    | Jaakko Suikkari     | Finlandia | 50"9            | 50"92           |
| 6    | Aurang Zeb          | Pakistan  | 51"0            | 51"25           |

| Pos. | Atleta               | Nazione       | Tempo Ufficiale | Tempo Ufficioso |
| ---- | -------------------- | ------------- | --------------- | --------------- |
| 1    | Lars-Erik Wolfbrandt | Svezia        | 48"4            | 48"57           |
| 2    | Terrence Higgins     | Gran Bretagna | 48"7            | 48"77           |
| 3    | Junkichi Matoba      | Giappone      | 49"4            | 49"57           |
| 4    | Vasilios Sillis      | Grecia        | 49"7            | 49"79           |
| 5    | Doğan Acarbay        | Turchia       | 50"7            | 50"83           |
| 6    | Ivan Jacob           | India         | 51"3            | 51"48           |

| Pos. | Atleta           | Nazione   | Tempo Ufficiale | Tempo Ufficioso |
| ---- | ---------------- | --------- | --------------- | --------------- |
| 1    | Herbert McKenley | Giamaica  | 48"0            | 48"09           |
| 2    | Louis van Biljon | Sudafrica | 48"1            | 48"31           |
| 3    | Roger Moens      | Belgio    | 48"6            | 48"71           |
| 4    | Ferenc Bánhalmi  | Ungheria  | 49"4            | 49"55           |
| 5    | Arie Gill-Glick  | Israele   | 50"2            | 50"27           |
| 6    | Ernst von Gunten | Svizzera  | 50"7            | 50"88           |
| -    | Tage Ekfeldt     | Svezia    | Squal.          | Squal.          |

| Pos. | Atleta              | Nazione     | Tempo Ufficiale | Tempo Ufficioso |
| ---- | ------------------- | ----------- | --------------- | --------------- |
| 1    | Mal Whitfield       | Stati Uniti | 48"6            | 48"68           |
| 2    | Guillermo Gutiérrez | Venezuela   | 48"7            | 48"82           |
| 3    | Giovanni Rocca      | Italia      | 49"2            | 49"51           |
| 4    | Gösta Brännström    | Svezia      | 50"1            | 50"32           |
| 5    | Javier Souza        | Messico     | 50"3            | 50"47           |
| 6    | Emin Doybak         | Turchia     | 51"1            | 51"34           |
| 7    | Fernando Casimiro   | Portogallo  | 52"2            | 52"33           |

| Pos. | Atleta            | Nazione   | Tempo Ufficiale | Tempo Ufficioso |
| ---- | ----------------- | --------- | --------------- | --------------- |
| 1    | Jacques Degats    | Francia   | 48"5            | 48"60           |
| 2    | Morris Curotta    | Australia | 48"7            | 48"87           |
| 3    | Vincenzo Lombardo | Italia    | 49"3            | 49"53           |
| 4    | Rudolf Haidegger  | Austria   | 49"9            | 50"01           |
| 5    | Albert Lowagie    | Belgio    | 50"1            | 50"26           |

| Pos. | Atleta              | Nazione        | Tempo Ufficiale | Tempo Ufficioso |
| ---- | ------------------- | -------------- | --------------- | --------------- |
| 1    | Hans Geister        | Germania       | 47"9            | 47"99           |
| 2    | Yves Camus          | Francia        | 48"0            | 48"06           |
| 3    | Milan Fillo         | Cecoslovacchia | 48"7            | 48"91           |
| 4    | Guðmundur Lárusson  | Islanda        | 49"7            | 49"81           |
| 5    | Sompop Svadanandana | Thailandia     | 53"6            | 53"68           |
| 6    | Jeremías Stokes     | Guatemala      | 53"6            | 53"81           |

| Pos. | Atleta              | Nazione          | Tempo Ufficiale | Tempo Ufficioso |
| ---- | ------------------- | ---------------- | --------------- | --------------- |
| 1    | Gerald Eugene Cole  | Stati Uniti      | 48"3            | 48"44           |
| 2    | Alan Dick           | Gran Bretagna    | 48"7            | 48"84           |
| 3    | Edmunds Pīlāgs      | Unione Sovietica | 49"2            | 49"29           |
| 4    | Angel García        | Cuba             | 49"2            | 49"34           |
| 5    | Antoine Uyterhoeven | Belgio           | 50"0            | 50"21           |
| 6    | Jean Hamilius       | Lussemburgo      | 50"3            | 50"75           |

| Pos. | Atleta              | Nazione  | Tempo Ufficiale | Tempo Ufficioso |
| ---- | ------------------- | -------- | --------------- | --------------- |
| 1    | George Rhoden       | Giamaica | 48"1            | 48"28           |
| 2    | Gerard Mach         | Polonia  | 48"5            | 48"64           |
| 3    | Paul Dolan          | Irlanda  | 48"5            | 48"81           |
| 4    | Jean-Pierre Goudeau | Francia  | 48"8            | 48"94           |
| 5    | Douglas Clement     | Canada   | 50"0            | 50"19           |

| Pos. | Atleta           | Nazione          | Tempo Ufficiale | Tempo Ufficioso |
| ---- | ---------------- | ---------------- | --------------- | --------------- |
| 1    | James Lavery     | Canada           | 48"4            | 48"47           |
| 2    | Jurij Lituyev    | Unione Sovietica | 48"8            | 49"01           |
| 3    | Francisco Rivera | Porto Rico       | 49"3            | 49"48           |
| 4    | Antonio Siddi    | Italia           | 50"9            | 51"03           |

| Pos. | Atleta               | Nazione        | Tempo Ufficiale | Tempo Ufficioso |
| ---- | -------------------- | -------------- | --------------- | --------------- |
| 1    | Ollie Matson         | Stati Uniti    | 48"1            | 48"17           |
| 2    | Hans Ernst Schneider | Svizzera       | 48"7            | 48"86           |
| 3    | Argemiro Roque       | Brasile        | 48"9            | 49"05           |
| 4    | Schalk Booysen       | Sudafrica      | 49"0            | 49"17           |
| 5    | Jiří David           | Cecoslovacchia | 49"1            | 49"23           |
| 6    | Frédéric Hammer      | Lussemburgo    | 49"6            | 49"90           |
| 7    | Sven Osvald Mildh    | Finlandia      | 50"2            | 50"36           |

### Quarti di finale
| Pos. | Atleta               | Nazione       | Tempo Ufficiale | Tempo Ufficioso |
| ---- | -------------------- | ------------- | --------------- | --------------- |
| 1    | Arthur Wint          | Giamaica      | 46"9            | 46"98           |
| 2    | James Lavery         | Canada        | 47"5            | 47"67           |
| 3    | Lars-Erik Wolfbrandt | Svezia        | 47"8            | 48"08           |
| 4    | Guillermo Gutiérrez  | Venezuela     | 48"6            | 48"75           |
| 5    | Leslie Lewis         | Gran Bretagna | 49"0            | 49"09           |
| 6    | Hans Ernst Schneider | Svizzera      | 49"2            | 49"32           |

| Pos. | Atleta              | Nazione     | Tempo Ufficiale | Tempo Ufficioso |
| ---- | ------------------- | ----------- | --------------- | --------------- |
| 1    | George Rhoden       | Giamaica    | 47"2            | 47"24           |
| 2    | Ollie Matson        | Stati Uniti | 47"4            | 47"53           |
| 3    | Karl-Friedrich Haas | Germania    | 47"4            | 47"66           |
| 4    | Morris Curotta      | Australia   | 48"8            | 48"86           |
| 5    | Rolf Back           | Finlandia   | 51"1            | 51"53           |
| -    | Gerard Mach         | Polonia     | NP              | NP              |

| Pos. | Atleta              | Nazione       | Tempo Ufficiale | Tempo Ufficioso |
| ---- | ------------------- | ------------- | --------------- | --------------- |
| 1    | Mal Whitfield       | Stati Uniti   | 47"6            | 47"74           |
| 2    | Hans Geister        | Germania      | 47"7            | 47"81           |
| 3    | John Fralic Carroll | Canada        | 47"7            | 47"82           |
| 4    | Louis van Biljon    | Sudafrica     | 48"5            | 48"63           |
| 5    | Jacques Degats      | Francia       | 48"8            | 48"90           |
| 6    | Alan Dick           | Gran Bretagna | 49"0            | 49"20           |

| Pos. | Atleta             | Nazione          | Tempo Ufficiale | Tempo Ufficioso |
| ---- | ------------------ | ---------------- | --------------- | --------------- |
| 1    | Herbert McKenley   | Giamaica         | 47"4            | 47"56           |
| 2    | Gerald Eugene Cole | Stati Uniti      | 47"7            | 47"88           |
| 3    | Ardalion Ignat'ev  | Unione Sovietica | 48"0            | 48"25           |
| 4    | Yves Camus         | Francia          | 48"1            | 48"43           |
| 5    | Terrence Higgins   | Gran Bretagna    | 49"1            | 49"22           |
| -    | Jurij Lituyev      | Unione Sovietica | Rit.            | Rit.            |

### Semifinali
| Pos. | Atleta              | Nazione          | Tempo Ufficiale | Tempo Ufficioso |
| ---- | ------------------- | ---------------- | --------------- | --------------- |
| 1    | Arthur Wint         | Giamaica         | 46"3            | 46"38           |
| 2    | Karl-Friedrich Haas | Germania         | 46"4            | 46"56           |
| 3    | Mal Whitfield       | Stati Uniti      | 46"4            | 46"64           |
| 4    | Gerald Eugene Cole  | Stati Uniti      | 46"8            | 46"94           |
| 5    | Ardalion Ignat'ev   | Unione Sovietica | 47"4            | 47"49           |
| 6    | James Lavery        | Canada           | 47"7            | 47"83           |

| Pos. | Atleta               | Nazione     | Tempo Ufficiale | Tempo Ufficioso |
| ---- | -------------------- | ----------- | --------------- | --------------- |
| 1    | Herbert McKenley     | Giamaica    | 46"4            | 46"53           |
| 2    | George Rhoden        | Giamaica    | 46"5            | 46"61           |
| 3    | Ollie Matson         | Stati Uniti | 46"7            | 46"99           |
| 4    | Hans Geister         | Germania    | 46"7            | 47"00           |
| 5    | John Fralic Carroll  | Canada      | 47"4            | 47"61           |
| -    | Lars-Erik Wolfbrandt | Svezia      | Rit.            | Rit.            |

### Finale
| Pos.    | Corsia | Atleta              | Età | Nazione     | Tempo Ufficiale | Tempo Ufficioso |
| ------- | ------ | ------------------- | --- | ----------- | --------------- | --------------- |
| Oro     | 6      | George Rhoden       | 25  | Giamaica    | 45"9            | 46"09           |
| Argento | 4      | Herbert McKenley    | 30  | Giamaica    | 45"9            | 46"20           |
| Bronzo  | 5      | Ollie Matson        | 22  | Stati Uniti | 46"8            | 46"94           |
| 4       | 3      | Karl-Friedrich Haas | 20  | Germania    | 47"0            | 47"22           |
| 5       | 2      | Arthur Wint         | 32  | Giamaica    | 47"0            | 47"24           |
| 6       | 1      | Mal Whitfield       | 27  | Stati Uniti | 47"1            | 47"30           |